# Goguryeo
Goguryeo (고구려?, 高句麗?, KoguryŏMR, ko.ɡu.ɾjʌ) fu uno dei Tre regni di Corea, assieme a Baekje ed a Silla. Collocato nel sud della Manciuria, sud-est della Russia, e Corea settentrionale e centrale, e considerato un potente stato dell'Asia orientale, fu fondato da Jumong, principe di Buyeo,  nel 37 a.C. Partecipò attivamente alle lotte di potere fra i paesi della regione per il controllo della penisola coreana ed ebbe contatti con i governi vicini in Cina e con il Giappone del Periodo Yamato. Cadde nel 668 sotto l'alleanza tra Silla e Tang, dopo prolungati conflitti interni causati dalla morte del generale Yeon Gaesomun. Il suo territorio fu suddiviso tra Silla unificato e Balhae.
Il regno fu noto come Goryeo (고려?, 高麗?, KoryŏMR, ko.ɾjʌ) a partire dall'anno 520 nelle cronache storiche e diplomatiche cinesi e giapponesi.

## Storia

### Origini (I secolo a.C.)
Nelle monografie geografiche del Libro degli Han, la parola "Goguryeo" fa la sua prima comparsa nel 113 a.C. come "contea di Gaogouli" sotto la giurisdizione della comanderia di Xuantu. Nel Libro dei Tang del 945, l'imperatore Taizong afferma che Goguryeo abbia una storia lunga circa novecento anni e, secondo il Samguk sagi e il Samguk yusa, un principe di Buyeo di nome Jumong era fuggito in seguito ad una lotta di potere con gli altri principi della corte e aveva fondato Goguryeo nella regione denominata "Jolbon Buyeo", collocata nel bacino tra i fiumi Yalu e Tongjia, nel 37 a.C.. Sebbene i testi scritti collochino la fondazione nel 37 a.C. o a metà del I secolo a.C., i ritrovamenti archeologici sembrano far risalire l'origine di Goguryeo già al II secolo a.C., collegandola agli Yemaek che, nel 75 a.C., fecero un'incursione nella comanderia di Xuantu a ovest dello Yalu, ma nessuna prova diretta suggerisce che fossero noti o che si identificassero con il regno di Goguryeo. Una prima menzione in questo senso proviene dallo Han Shu, nell'ambito della narrazione di una rivolta scoppiata a Goguryeo nel 12, durante la quale gli Yemaek si liberarono dall'influenza dei cinesi di Xuantu.
Si crede che, al momento della fondazione, il popolo di Goguryeo sia stato una commistione tra la gente di Buyeo e gli Yemaek, supponendo che i comandanti del primo siano fuggiti dal proprio regno e si siano uniti alle tribù. Le Cronache dei Tre Regni, nella sezione "Rendiconti sui barbari orientali", suggeriscono che il popolo di Buyeo e quello Yemaek fossero etnicamente imparentati e parlassero lingue simili.
Goguryeo e Baekje condivisero miti della fondazione somiglianti ed ebbero entrambi origine da Buyeo.

#### Jumong e il mito della fondazione
Il mito di fondazione vede lo stato di Goguryeo come affiliato dello confederazione tribale di Buyeo. Il Samguk sagi ed il Tongguk Yi sangguk chip sono concordi nel far risalire le origini dell'ecista di Goguryeo, Jumong, al ramo dei Buyeo settentrionali. Egli viene menzionato per la prima volta sulla stele di Gwanggaeto, risalente al IV secolo; "Jumong" è una trascrizione in coreano moderno degli hanja 朱蒙 (Jumong), 鄒牟 (Chumo) o 仲牟 (Jungmo). Di origini divine, suo padre era il principe Hae Mo-su, figlio del Cielo, mentre sua madre era Yuhwa, una delle tre figlie del Conte del Fiume Giallo Habaek; ella in seguito diventò una concubina del re di Buyeo Geumwa. Si narra che Jumong nacque da un uovo che, per le enormi dimensioni, fu visto come segnale di malaugurio. Subendo le gelosie del principe ereditario di Buyeo, fu costretto a migrare a sud, a Jolbon Buyeo, dove sposò la figlia del re, Soseono; successivamente fondò lo stato di Goguryeo insieme ad un piccolo gruppo di suoi seguaci e ne divenne il sovrano. Quando Yuri, figlio di Jumong e della sua prima moglie, la dama Ye, raggiunse il padre per succedergli, Soseono partì verso sud insieme ai due figli avuti dal marito, Biryu e Onjo. Essi vengono citati nel mito di fondazione dello stato di Baekje, e ciò sancisce strette connessioni tra esso e Goguryeo; si pensa difatti che le lingue dei due stati siano state molto simili fra di loro e dissimili da quella parlata al tempo a Silla. Jumong avrebbe poi conquistato gli stati tribali di Biryu nel 36 a.C., di Haeng-in nel 33 a.C. e l'Okjeo Settentrionale nel 28 a.C.

### Centralizzazione e prima espansione (I-II secolo)
Goguryeo si sviluppò da una lega di varie tribù Yemaek ed espanse rapidamente il proprio potere dall'originale bacino del fiume Hun, un affluente dello Yalu. Sotto re Taejodae nel 53, cinque tribù locali furono riorganizzate in altrettanti distretti governati centralmente; i rapporti con l'estero e la milizia erano invece controllati dal sovrano. La prima espansione può essere collegata alla morfologia della zona, prevalentemente montagnosa e povera di terreni arabili. Una volta centralizzato Goguryeo avrebbe potuto non essere in grado di nutrire la sua popolazione e quindi, seguendo le storiche tendenze pastorali, avrebbe cercato di razziare e sfruttare le terre e le risorse delle società vicine. Anche attività militari aggressive potrebbero aver contribuito all'espansione, permettendo a Goguryeo di esigere tributi dai propri vicini tribali e dominarli politicamente ed economicamente.
Taejodae conquistò le tribù di Okjeo nella Corea nordorientale, oltre a quelle di Dongye e ad altre stanziate nella Manciuria sudorientale e nella Corea settentrionale. Grazie all'aumento di risorse e manodopera fornite dai popoli soggiogati, Taejodae guidò Goguryeo all'attacco delle comanderie di Han di Lelang e Xuantu nelle penisole coreana e del Liaodong, conquistando l'indipendenza da esse. Se da un lato permise alle tribù conquistate di mantenere i propri capi, dall'altro Taejodae chiese che facessero rapporto ai governatori legati alla casa reale di Goguryeo e che pagassero ingenti tributi. Egli e i suoi successori sfruttarono le risorse in più per continuare l'espansione di Goguryeo a nord e ad ovest. Nuove leggi regolarono i contadini e l'aristocrazia, mentre i capi tribali continuarono ad essere assorbiti nell'aristocrazia centrale. La successione reale cambiò da fraterna a patrilineare, stabilizzando la corte reale.
Il regno in espansione entrò presto in contatto militare diretto con la comanderia di Liaodong a ovest. Le sue pressioni costrinsero Goguryeo a spostare la capitale dalla valle del fiume Hun a quella del fiume Yalu, vicino alla fortezza di montagna di Hwando.

### In guerra contro Wei (III secolo)
Nel caos successivo alla caduta della dinastia Han nel 220, le sue quattro comanderie si dichiararono indipendenti e passarono sotto il governo di vari condottieri. Circondato da questi signori della guerra aggressivi, Goguryeo si adoperò per migliorare i propri rapporti con la nuova dinastia cinese di Cao Wei e le inviò dei tributi. Nel 238, i due stati si allearono per distruggere la comanderia di Liaodong, ma, quando questa fu infine conquistata da Wei, l'accordo si sciolse: Goguryeo attaccò i confini occidentali di Liaodong e Wei rispose. Nel 242, il regno coreano volle impedire l'accesso dei cinesi al proprio territorio tentando di conquistare un loro forte, ma Wei contrattaccò invadendolo e sconfiggendolo; la capitale di Hwando fu distrutta nel 244. Si racconta che re Dongcheon, ormai privo di un esercito, si sia rifugiato per qualche tempo ad est, nello stato di Okjeo. Wei invase nuovamente Goguryeo nel 259, ma fu sconfitto a Yangmaenggok; secondo il Samguk sagi, re Jungcheon avrebbe riunito cinquemila cavalieri d'élite e sconfitto le truppe di Wei decapitando ottomila nemici.

### Ripresa e ulteriore espansione (300-390)
In soli 70 anni, Goguryeo ricostruì la capitale di Hwando e ricominciò a razziare le comanderie di Liaodong, Lelang e Xuantu. L'ultima, quella di Lelang, fu assorbita da re Micheon nel 313, portando Goguryeo a governare sull'intera penisola coreana, oltre che alla fine del governo cinese, durato quattro secoli, sui territori dell'estremità settentrionale della Corea; da quel momento fino al VII secolo, la penisola sarebbe stata contesa principalmente dai Tre regni di Corea.
Goguryeo subì battute d'arresto e sconfitte durante il regno di Gogukwon. All'inizio del IV secolo, i nomadi Xianbei occuparono la Cina settentrionale; nell'inverno del 342, gli Xianbei degli Yan Anteriori, governati dal clan Murong, attaccarono e distrussero la capitale Hwando, catturando cinquantamila coreani da usare come schiavi, oltre a far prigioniere la regina e la regina madre e a costringere Gogukwon a fuggire. Nel 371, Geunchogo di Baekje uccise Gogukwon nella battaglia di Chiyang e saccheggiò Pyongyang, una delle città più grandi di Goguryeo.
Sosurim, che succedette a Gogukwon, riformò le istituzioni dello stato per impedire una grave crisi. Pensando alla stabilità interna e all'unificazione di varie tribù conquistate, Sosurim proclamò nuove leggi, abbracciò il buddhismo come religione di stato nel 372 e istituì un istituto educativo nazionale chiamato Taehak. Avviò riforme militari atte ad impedire ulteriori sconfitte come quelle ad opera degli Xianbei e di Baekje, ponendo le basi per la successiva espansione di Gwanggaeto il Grande. Il successore di Sosurim e padre di Gwanggaeto, Gogukyang, invase gli Yan Posteriori nel 385 e Baekje nel 386.
Goguryeo usò la milizia per proteggere e sfruttare le popolazioni semi-nomadi, che fecero da vassalli, fanti o schiavi, come gli abitanti di Okjeo nel nordest della penisola e i Mohe in Manciuria, che sarebbero in seguito diventati gli Jurchen.

### Culmine e declino (391-551)

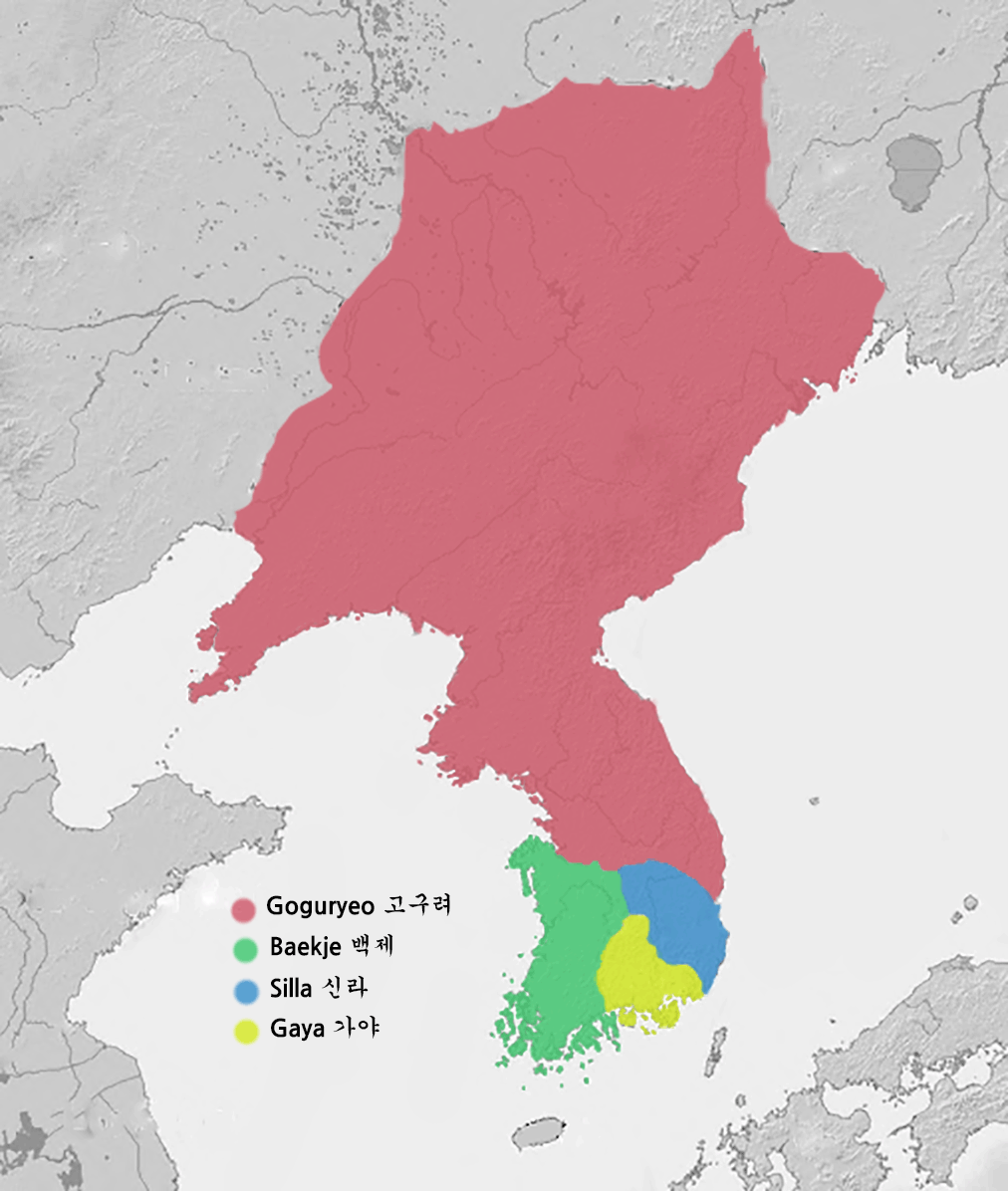
Goguryeo e i regni confinanti nel 476.

Goguryeo sperimentò un'età dell'oro sotto Gwanggaeto il Grande e suo figlio Jangsu. Durante questo periodo, il territorio incluse tre quarti della penisola coreana, compresa l'area della successiva Seul, quasi tutta la Manciuria, parte della Mongolia interna e della Russia. Le rovine di alcune fortezze dimostrano che la massima estensione del regno raggiunse la Mongolia dell'era moderna ad occidente.
Gwanggaeto il Grande (r. 391-412) fu un imperatore energico ricordato per la rapida espansione militare del reame. Diede alla sua era il nome di Yeongnak, affermando che la dignità di Goguryeo fosse pari a quella delle dinastie cinesi. Gwanggaeto conquistò 64 città fortificate e 1.400 villaggi durante le sue campagne. Ad ovest, distrusse le vicine tribù Kitai e invase gli Yan Posteriori, conquistando l'intera penisola di Liaodong; a nord e ad est, annesse gran parte di Buyeo e conquistò i Sushen, antenati tungusi di Jurchen e manciù, e a sud sconfisse e soggiogò Baekje, contribuì alla dissoluzione di Gaya e sottomise Silla dopo averlo difeso da una coalizione formata da Baekje, Gaya e Wa. I suoi successi vennero ricordati su un'enorme stele eretta da suo figlio Jangsu nel territorio che sarebbe stato occupato, in età moderna, dalla città di Ji'an al confine tra Cina e Corea del Nord.
Jangsu (r. 413-491) ascese al trono nel 413 e nel 427 spostò la capitale a Pyongyang, regione più adatta a diventare una metropoli fiorente, e Goguryeo raggiunse così alti livelli di prosperità culturale ed economica. Continuò l'espansione territoriale verso la Manciuria e raggiunse il fiume Songhua a settentrione, invase i Kitai e attaccò i Didouyu, nella Mongolia orientale, insieme agli alleati Rouran. Anch'egli, come suo padre, raggiunse una relativa unificazione dei Tre regni di Corea: sconfisse Baekje e Silla e annesse ampi territori di entrambi. Inoltre, il suo lungo regno vide il perfezionamento degli accordi politici, economici e istituzionali di Goguryeo. Jangsu governò per settantanove anni, fino all'età di 98 anni, il regno più lungo nella storia dell'Asia orientale.
Sotto re Munja, Goguryeo annesse totalmente Buyeo, segnando l'espansione massima a nord, e continuò ad influenzare fortemente Silla e Baekje, e le tribù Wuji e Kitai.
Raggiunto l'apice nel corso del VI secolo, Goguryeo iniziò successivamente un progressivo declino. Anjang fu assassinato e gli successe suo fratello Anwon, durante il cui regno aumentò la faziosità degli aristocratici. Lo scisma politico si accentuò quando, giunto il momento della successione, le fazioni si schierarono con principi diversi. Alla fine fu incoronato Yangwon, di soli otto anni, ma la lotta per il potere non si risolse mai in modo definitivo, poiché i magistrati rinnegati che disponevano si eserciti privati si auto-nominarono governatori di fatte delle loro aree di controllo.
Approfittando dei conflitti interni al regno, il gruppo nomade dei Tuchueh attaccò le fortezze settentrionali nel corso degli anni 550 e conquistò parte dei territori a nord. Inoltre, mentre i signori feudali continuavano a dissentire sul tema della successione reale, Baekje e Silla si coalizzarono e attaccarono Goguryeo da sud nel 551.

### Conflitti e crollo (tardo VI secolo-VII secolo)
Nel tardo VI secolo e all'inizio del successivo, Goguryeo intraprese frequenti campagne militari contro le dinastie cinesi Sui e Tang; i suoi rapporti con Baekje e Silla furono complessi e si alternarono tra alleanze e ostilità.

#### Perdita della valle del fiume Han
Nel 551, Silla e Baekje si allearono per appropriarsi della valle del fiume Han, importante punto strategico vicino al centro della penisola e regione particolarmente fertile. Dopo che Baekje si esaurì con una serie di costosi assalti alle fortificazioni di Goguryeo, le truppe di Silla, arrivando con la pretesa di offrire assistenza, attaccarono e presero possesso dell'intera valle del fiume Han nel 553. La guerra ebbe conseguenze molto importanti: fece di Baekje lo stato più debole della penisola e diede a Silla una risorsa importante come base per la propria espansione. Al contrario, negò a Goguryeo l'uso della zona, indebolendolo. Fornì inoltre a Silla l'accesso al Mar Giallo, aprendo il commercio e l'accesso diplomatico diretto alle dinastie cinesi e accelerando l'adozione della cultura cinese da parte di Silla. La crescente inclinazione di Silla verso la Cina si tradusse in un'alleanza che si rivelò disastrosa per Goguryeo alla fine del VII secolo.

#### Guerra contro Sui
L'espansione di Goguryeo si scontrò con la Cina dei Sui. Nel 598, il regno coreano lanciò un attacco preventivo a Liaoxi, portando l'imperatore Wen a rispondere per terra e per mare; il contrattacco fu un disastro per Sui.
La campagna cinese più disastrosa fu nel 612, quando Sui mobilitò trenta divisioni dell'esercito, circa un milione e 133.800 soldati. Appoggiato lungo la linea di fortificazioni di Goguryeo sul fiume Liao, un distaccamento di nove divisioni, circa 305.000 soldati, scavalcò le principali linee difensive e si diresse verso la capitale Pyongyang per collegarsi alle forze navali dei Sui, che avevano rinforzi e rifornimenti. Tuttavia, Goguryeo fu in grado di sconfiggere la marina Sui, così, quando le nove divisioni raggiunsero finalmente Pyongyang, non ebbero le risorse per un lungo assedio. Le truppe Sui si ritirarono, ma il generale Eulji Mundeok condusse le truppe di Goguryeo alla vittoria attirando i Sui in un'imboscata fuori Pyongyang. Nella battaglia di Salsu, i soldati di Goguryeo aprirono una diga, che divise l'esercito Sui e interruppe la loro via di fuga. Dei 305.000 soldati originali delle nove divisioni Sui, si dice che solo 2.700 riuscirono a fuggire.
Le campagne del 613 e del 614 furono stroncate quasi subito: la prima quando il generale di Sui Yang Xuangan si ribellò all'imperatore Yang, la seconda quando Goguryeo propose una tregua e restituì Husi Zheng, un generale disertore che era fuggito dalla Cina. L'imperatore Yang pianificò un altro attacco nel 615, ma a causa del deteriorarsi delle condizioni interni dell'impero non fu mai in grado di lanciarlo. Sui era indebolito a causa delle ribellioni contro il dominio dell'imperatore e dei suoi falliti tentativi di conquistare Goguryeo, e non poté attaccare ulteriormente perché le province non avrebbero inviato supporto logistico. Le disastrose sconfitte dell'imperatore Yang in Corea contribuirono notevolmente al crollo della dinastia Sui.

#### Guerra contro Tang e l'alleanza Silla-Tang
Nell'inverno del 642 il re Yeongnyu, preoccupato per uno dei maggiori nobili di Goguryeo, Yeon Gaesomun, complottò per assassinarlo. Tuttavia questi venne a saperlo e uccise il re e cento funzionari in un colpo di stato, procedendo a incoronare il nipote del defunto, Go Jang, che diventò re Bojang; il potere era però di fatto in mano a Yeon. Egli assunse una posizione sempre più provocatoria contro Silla e la dinastia Tang, che aveva sostituito Sui. Nel 643, sotto la pressione dell'alleanza Goguryeo-Baekje, Silla chiese aiuto militare a Tang, che l'anno dopo iniziò i preparativi per una grande campagna contro Goguryeo.
Nel 645, l'imperatore Taizong, che aveva l'ambizione personale di sconfiggere Goguryeo ed era determinato a riuscire dove l'imperatore Yang aveva fallito, guidò personalmente un attacco. L'esercito Tang conquistò un certo numero di fortezze di Goguryeo, tra cui l'importante fortezza di Yodong (Liaodong), e sconfisse i grandi eserciti coreani sul suo cammino. La città di Ansi era l'ultima fortezza rimasta e, alla sua caduta, la penisola di Liaodong si sarebbe ritrovata priva di importanti opere difensive, perciò fu prontamente messa sotto assedio. Tuttavia, la difesa preparata dal comandante generale di Ansi (il cui nome è controverso, ma tradizionalmente si crede sia Yang Manchun) decimò le forze Tang e, in autunno inoltrato, con l'inverno che si avvicinava rapidamente e le scorte in esaurimento, l'imperatore Taizong si ritirò. La campagna non fu un successo per i cinesi, che non riuscirono ad impossessarsi della fortezza di Ansi dopo un lungo assedio durato più di 60 giorni. L'imperatore invase nuovamente Goguryeo nel 647 e nel 648, ma fu sconfitto entrambe le volte.
Lì'imperatore Taizong preparò un'altra invasione nel 649, ma morì in estate, forse a causa di una malattia contratta in Corea. Suo figlio Gaozong continuò la sua opera e nel 657 gli eserciti Tang sconfissero i Göktürk, alleati di Goguryeo. Su suggerimento del cugino della regina di Silla, Kim Chunchu, Silla e Tang conquistarono prima Baekje nel 660 per spezzarne l'alleanza con Goguryeo, poi puntarono quest'ultimo. Tuttavia nemmeno Gaozong riuscì a sconfiggere Yeon Gaesomun: una delle sue vittorie principali più nel 662 durante la battaglia di Sasu, quando annientò le forze di Tang e uccise il generale invasore Pang Xiaotai e i suoi tredici figli.

#### Caduta
Nell'estate del 666, Yeon Gaesomun morì per cause naturali e Goguryeo fu gettato nel caos e indebolito da una lotta di successione tra i suoi figli e il fratello minore. Inizialmente fu suo figlio maggiore Yeon Namsaeng ad assumere la carica di dae mangniji (generalissimo) che era stata del padre. Mentre effettuava un viaggio per il territorio del regno, tuttavia, cominciarono a diffondersi voci secondo cui avrebbe ucciso i suoi fratelli più giovani Yeon Namgeon e Yeon Namsan, che aveva lasciato a Pyongyang, e che questi ultimi stavano progettando di ribellarsi. Quando Yeon Namsaeng in seguito mandò alcuni ufficiali vicini a lui a spiare la situazione, Yeon Namgeon li arrestò e si dichiarò dae mangniji, attaccandolo. Yeon Namsaeng mandò suo figlio a Tang per cercare aiuto e l'imperatore Gaozong la considerò un'opportunità per attaccare e distruggere Goguryeo, inviando perciò il suo esercito. Nel bel mezzo delle lotte di potere tra i successori di Yeon Gaesomun, suo fratello minore, Yeon Jeongto, disertò a Silla.
Nel 667, l'esercito cinese attraversò il fiume Liao e conquistò la fortezza di Xin; successivamente combatterono contro di Yeon Namgeon, unendo le forze con Yeon Namsaeng, anche se inizialmente non furono in grado di attraversare il fiume Yalu a causa della resistenza. Nella primavera del 668, Li Ji rivolse la sua attenzione alle città settentrionali di Goguryeo, catturando l'importante città di Buyeo. Nell'autunno del 668, attraversò il fiume Yalu e pose Pyongyang sotto assedio in concerto con l'esercito di Silla.
Yeon Namsan e re Bojang si arresero e, mentre Yeon Namgeon continuava a resistere nel centro della città, il suo generale, il monaco buddista Shin Seong, gli voltò le spalle e consegnò la città interna alle forze Tang. Yeon Namgeon provò a suicidarsi, ma fu catturato e curato. Ciò segnò la fine del regno coreano, che Tang annesse al suo territorio, con Xue Rengui inizialmente nominato responsabile del precedente territorio di Goguryeo come protettore generale. Il violento dissenso derivante dalla morte di Yeon Gaesomun si rivelò la ragione principale del trionfo di Tang, grazie alla divisione, alle defezioni e alla diffusa demoralizzazione che causò. Anche l'alleanza con Silla si rivelò preziosa, giacché poterono attaccare Goguryeo da direzioni opposte, oltre a fruire degli aiuti militari e logistici di Silla.
Tuttavia, ci fu molta resistenza al governo di Tang (alimentata da Silla, risentito dal non aver ricevuto né il territorio di Goguryeo né quello di Baekje) e, nel 669, in seguito all'ordine dell'imperatore Gaozong, una parte del popolo di Goguryeo fu costretta a trasferirsi nella regione tra il fiume Yangtze e il fiume Huai, e in quelle a sud delle montagne Qinling e ad ovest di Chang'an, lasciando solo gli abitanti vecchi e deboli nella terra originale. Alcune persone entrarono al servizio del governo Tang, come Go Sagye e suo figlio Gao Xianzhi (Go Seonji in coreano), il generale che comandò le forze Tang nella battaglia del Talas.
Silla unificò quindi gran parte della penisola coreana nel 668, ma la dipendenza del regno dalla dinastia Tang ebbe il suo prezzo. Tang istituì il Protettorato generale per pacificare l'est, governato da Xue Rengui, ma affrontò crescenti problemi governando gli ex-abitanti di Goguryeo, oltre alla resistenza di Silla all'imposizione del dominio cinese sull'intera penisola; essa portò alle guerre Silla-Tang.

## Sovrani
1. Dongmyeong (37–19 a.C.)
2. Yuri (19 a.C.–18)
3. Daemusin (18–44)
4. Minjung (44–48)
5. Mobon (48–53)
6. Taejo (53–146)
7. Chadae (146–165)
8. Sindae (165–179)
9. Gogukcheon (179–197)
10. Sansang (197–227)
11. Dongcheon (227–248)
12. Jungcheon (248–270)
13. Seocheon (270–292)
14. Bongsang (292–300)
15. Micheon (300–331)
16. Gogugwon (331–371)
17. Sosurim (371–384)
18. Gogugyang (384–391)
19. Gwanggaeto il Grande (391–413)
20. Jangsu (413–490)
21. Munja (491–519)
22. Anjang (519–531)
23. Anwon (531–545)
24. Yangwon (545–559)
25. Pyeongwon (559–590)
26. Yeongyang (590–618)
27. Yeongnyu (618–642)
28. Bojang (642–668)

## Campo militare
Goguryeo era uno stato altamente militarista, descritto come "impero" dagli studiosi coreani. Inizialmente, c'erano quattro distretti parzialmente autonomi basati sulle direzioni cardinali e un distretto centrale guidato dal monarca; tuttavia, nel I secolo i quartieri cardinali vennero centralizzati e amministrati dal distretto centrale, e alla fine del III secolo persero ogni autorità politica e militare in favore del sovrano. Nel IV secolo, dopo aver subito sconfitte contro gli Xianbei e Baekje durante il regno di Gogukwon, Sosurim attuò delle riforme militari che aprirono la strada alle conquiste di Gwanggaeto. Durante il suo apice, Goguryeo fu in grado di mobilitare 300.000 soldati. Spesso arruolava i vassalli semi-nomadi, come il popolo Mohe, come soldati a piedi. Ogni uomo di Goguryeo era obbligato a prestare servizio militare o poteva evitare la coscrizione pagando una tassa sui cereali. Un trattato di Tang del 668 registrò un totale di 675.000 sfollati e 176 presidi militari dopo la resa di re Bojang.

## Cultura

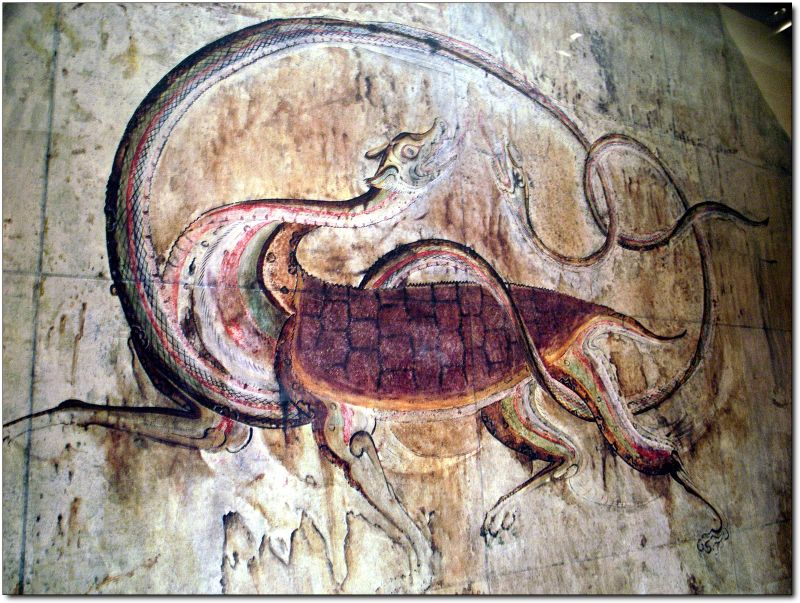
Una pittura tombale.

Il popolo di Goguryeo adorava gli antenati e li considerava sovrannaturali. Jumong, il fondatore di Goguryeo, era adorato e rispettato tra la gente, ed a lui era dedicato un tempo a Pyongyang.
L'arte, largamente preservata negli affreschi tombali, è nota per il vigore del suo immaginario, per i dettagli raffinati e lo stile pittorico originale.
Le eredità culturali di Goguryeo si possono trovare nella cultura coreana dell'era moderna, ad esempio nelle fortezze coreane, nello ssireum, nel taekkyeon, nella danza coreana, nell'ondol (il sistema di riscaldamento a pavimento) e negli hanbok.

## Sistema amministrativo
Ognuno dei tre stati coreani va considerato agli inizi come non più di confederazioni tribali, nelle quali il sempre maggiore accentramento del potere ha portato alla costituzione di una monarchia ereditaria.
All'inizio la popolazione di Goguryeo era divisa in cinque clan, dei quali le fonti riportano i nomi: Yeonno, Jeollo, Sunno, Gwanno e Gyeru. Si pensa che in un primo momento il capo tribù venisse scelto tra questi clan a turno, per poi passare ad un predominio del clan Yeonno, terminato il quale i Gyeru presero le redini dell'amministrazione, dando vita ad uno stato più o meno formato e regnando di conseguenza sulle altre tribù.
Il carattere tribale che si riferisce ad un primo periodo Goguryeo lo si ritrova anche in seguito, quando, ad un potere stretto nelle mani di un re e di alcuni eletti membri dell'aristocrazia, si affianca l'uso del termine "hyeong" ("fratello maggiore") nella nomenclatura di alcune cariche. 
Sempre secondo le fonti, siamo anche a conoscenza di un'altra carica amministrativa, il Saedaero, capo del consiglio degli aristocratici, il quale rimaneva in carica per tre anni.

## Controversie moderne
I coreani considerano Goguryeo uno dei tre regni di Corea. Alcuni ricercatori cinesi ritengono invece che il regno di Goguryeo appartenga alla storia regionale cinese anziché coreana, mentre altri ricercatori, cinesi e non, ritengono che Goguryeo sia stato un regno coreano e non cinese. Queste controversie hanno risvolti diplomatici e politici in ambedue le Coree e in Cina.